# Emmanuel Lansyer

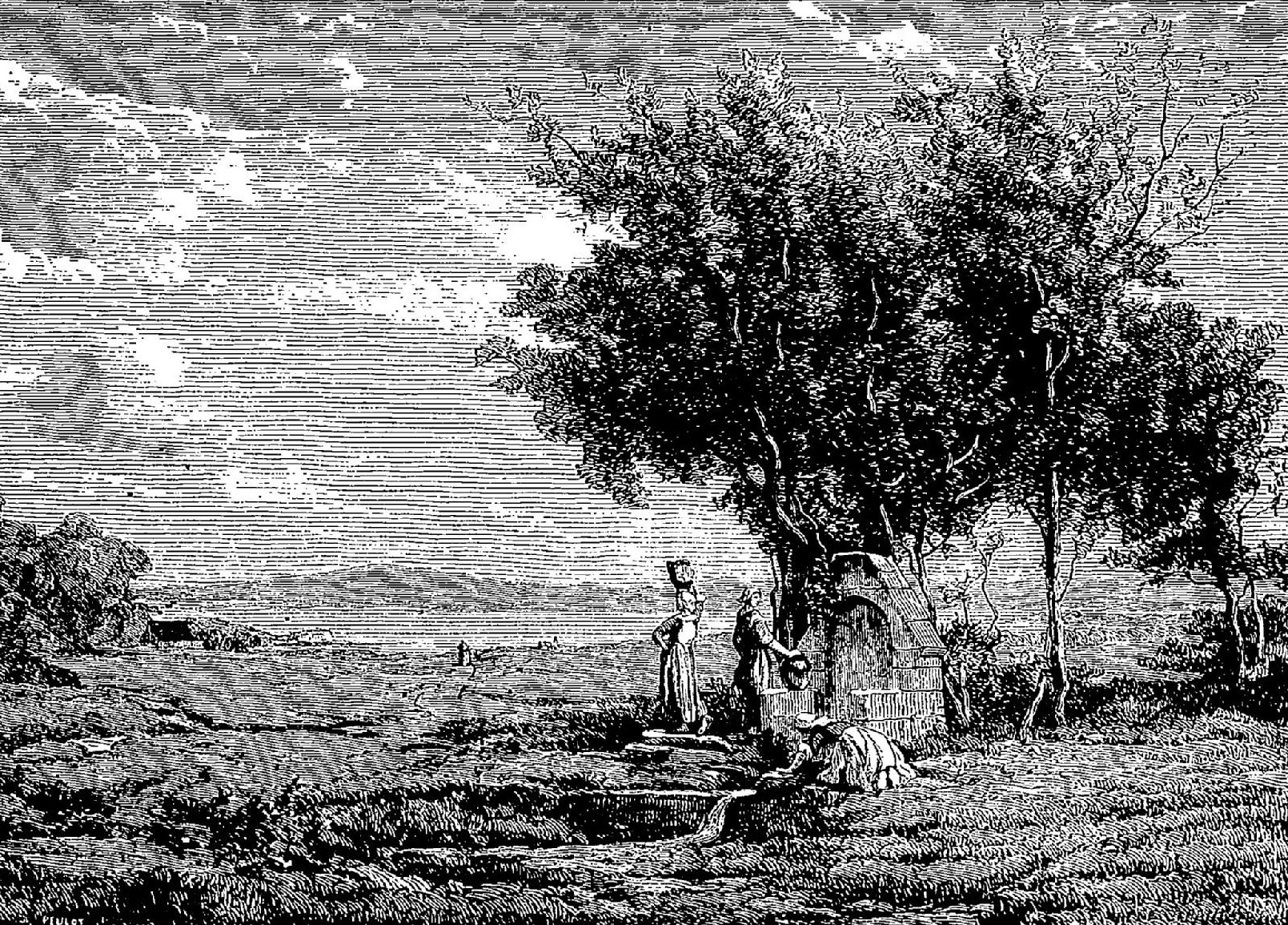
Femmes à la fontaine Saint-Jean (Mujeres en la fuente Saint-Jean), grabado en madera, 1867.

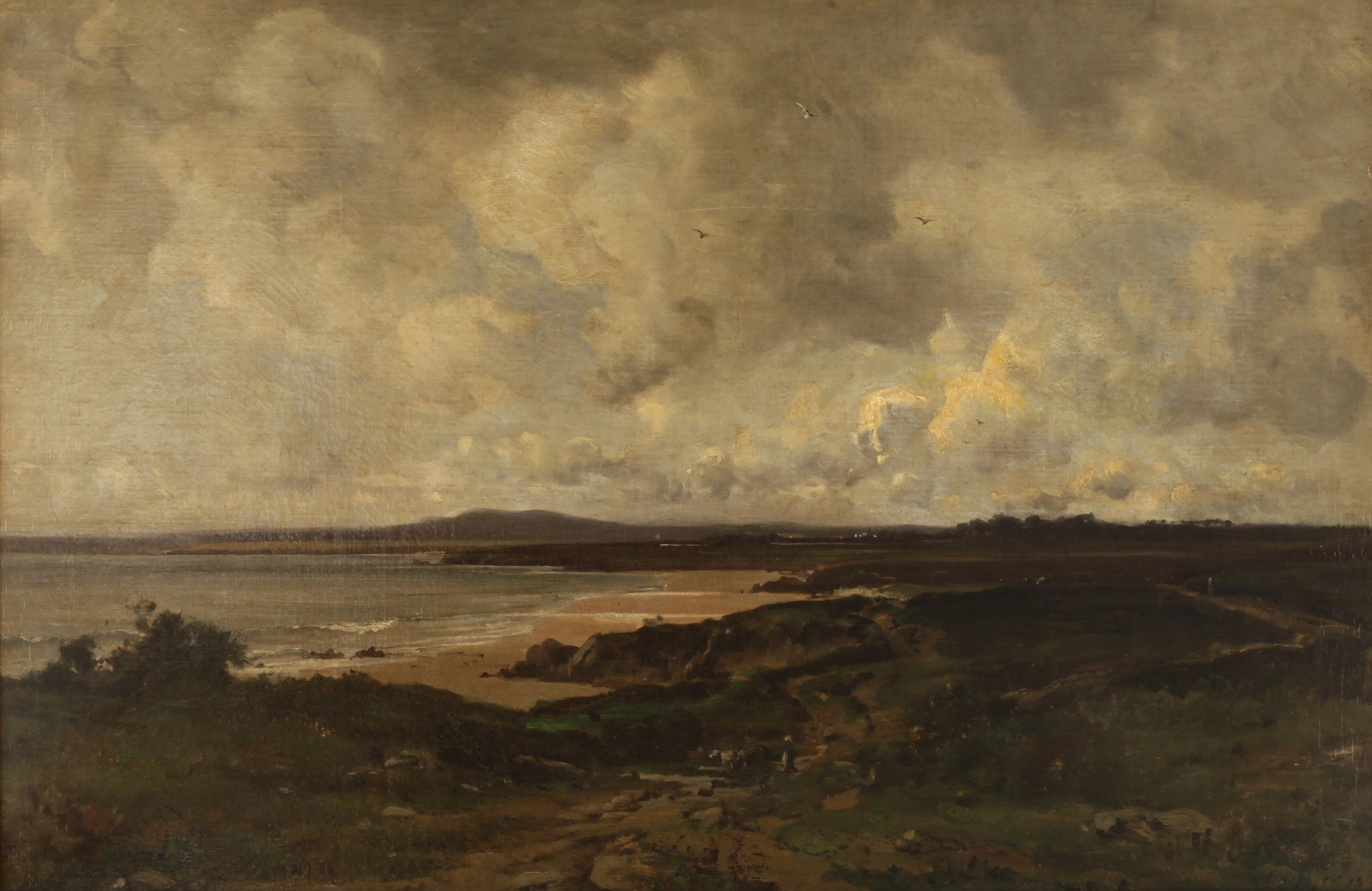
Paisaje (Orilla del mar), Museo Nacional de Bellas Artes, Buenos Aires, 1873.

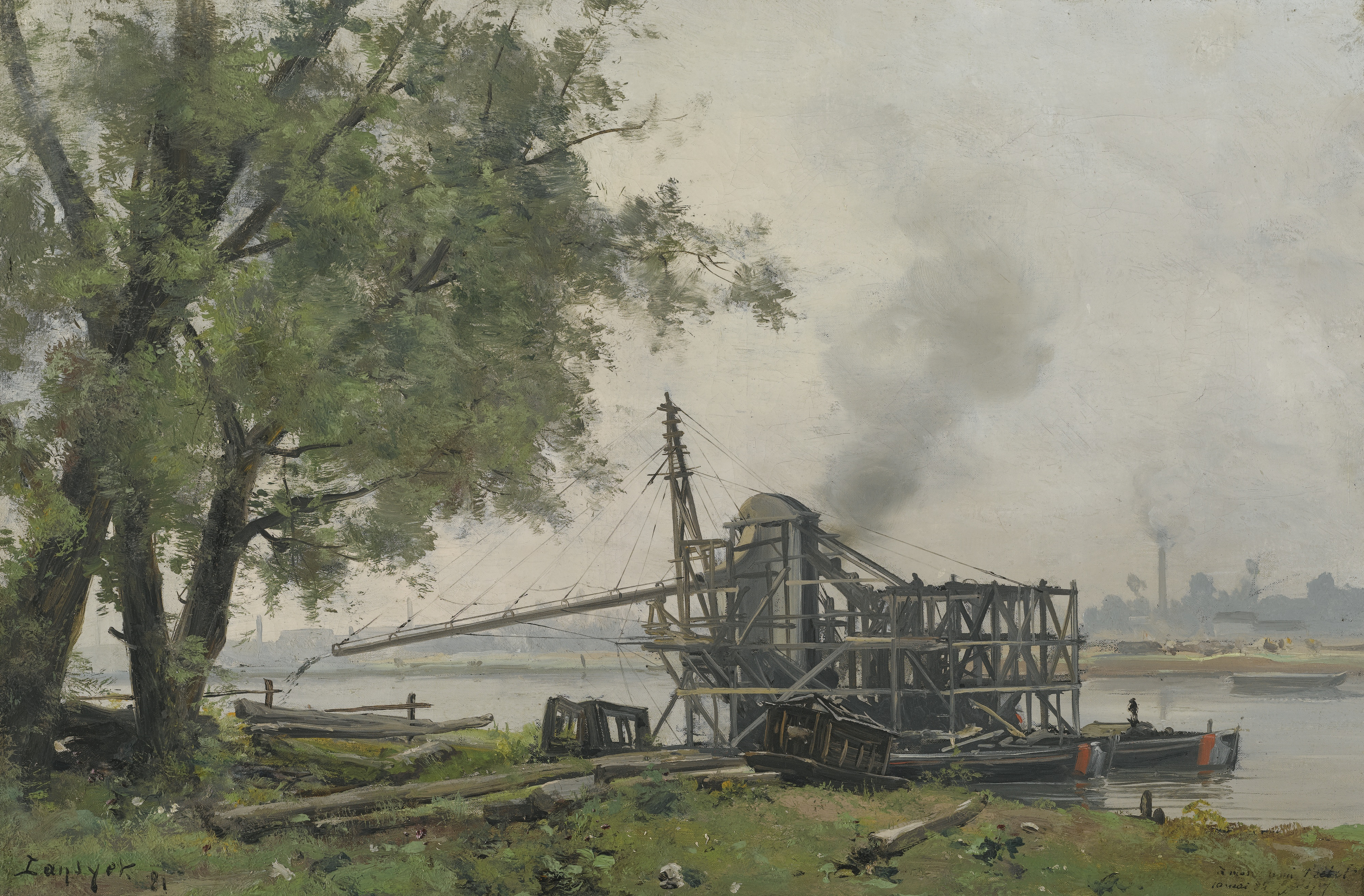
La Seine à Rouen (El Sena en Ruan) óleo sobre tela.

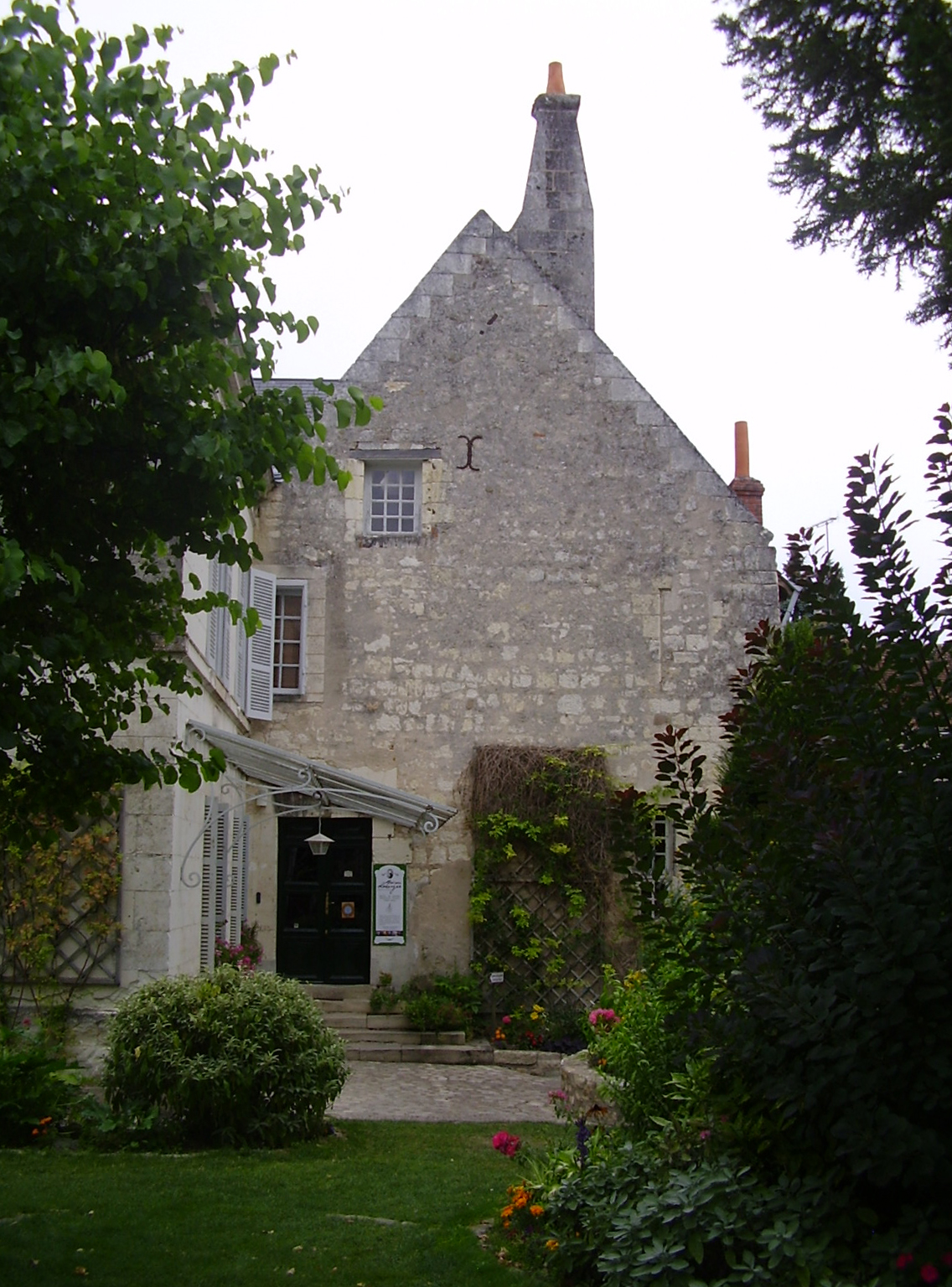
Casa museo de Lansyer, en Loches, Indre y Loira.

Maurice Emmanuel Lansyer (Bouin, 19 de febrero de 1835-París, 21 de octubre de 1893) fue un pintor paisajista realista francés.

## Biografía
Realizó sus estudios secundarios en Nantes donde despertó su interés por el dibujo, a pesar de la oposición de su padre que deseaba que se formara como notario. Se Al finalizar los estudios se trasladó a Châteauroux donde residió dos años con un primo arquitecto. En 1857 comenzó a tomar clases de arquitectura en el estudio de Eugène Viollet-le-Duc. En 1860 inició estudios artísticos y de pintura y a partir de 1861 ingreso al estudio del pintor Gustave Courbet. En 1862 fue admitido en el estudio de Henri Harpignies, en Cernay-la-Ville (a menos de 50 km de París). Al año siguiente, su pintura Un poste au bord fue bien recibida por la prensa. Frecuentó a varios artistas destacados de la Escuela de Barbizon, en particular Théodore Rousseau, de la Escuela de Pont-Aven y a impresionistas.
En 1889 recibió las órdenes del estado francés y de la villa de París. Participó en exposiciones realizadas por la Société des Amis des Arts. En 1865 recibió la medalla del Salon des Artistes Français y su nombre comenzó a destacarse. En 1872 vendió sin intermediarios 55 telas en las subastas del Hôtel Drouot y en 1875 otras 59. Firmó acuerdos con el estado y la ciudad de París para diseñar vistas, paisajes y tapices destinados al ayuntamiento de París, el palacio del Luxemburgo, entre otros puntos de interés.
En 1881 recibió la Legión de Honor en el grado de Caballero y entre ese año y 1891 fue miembro del jurado del Salon des Artistes Français. En 1899 firmó contratos públicos para realizar trabajos en la Exposición Universal de París de 1899. Fue un gran viajero y coleccionista de arte (estampas japonesas, obras de Piranesi y Canaletto, etc.)
Como pintor paisajista realista es considerado uno de los mejores paisajistas de su tiempo. Son muy escasos los interiores y retratos que pintó. Su obra comprende más de 1500 telas en los que representó paisajes bretones con vistas de Saint-Malo, del río costero Ellé, de Le Faouë y sobre todo de Douarnenez, comuna que visitó durante quince años consecutivos. Fue el precursor de la fascinación que ejerció Douarnenez en muchos artistas entre 1860 y 1870. También se inspiró en paisajes mediterráneos (Villefranche-sur-Mer, Menton), normandos (Dieppe, Monte Saint-Michel), loiranos y los de su infancia en Vandea, además del París posterior a los incendios de la Comuna y anterior a las grandes transformaciones impulsadas por Haussmann.
Falleció en París en 1893, a los 58 años. Está sepultado en el cementerio de Loches.

## Museo Lansyier
En 1892 estableció en su testamento que legaba la casa que heredó de su familia, sus colecciones (grabados, objetos de Extremo Oriente, estampas japonesas, aguafuertes de Canaletto, Piranesi, Corot, Millet, etc.), mobiliario, biblioteca y archivos a la villa de Loches, departamento de Indre y Loira, que aceptó su legado en 1894.
El museo Lansyer, inaugurado en 1902 y consagrado a su obra, está instalado en esa misma casa de Loches, reconstruida según el estilo del Segundo Imperio.